# ネオンホール
ネオンホール（英:NEON HALL）は長野市権堂町にあるアートスペース。小劇場。ライブハウス。

## 施設の特徴
アートにおける分類不能な第三の道を模索する運営体である。ロックバンドやアコースティックミュージシャンのライブやイベント、地元劇団による小劇場的演劇、舞踏、パフォーマンスアート、映画上映会、朗読会などがプログラムとしてスケジュールを賑わせている。お笑い、展覧会、クラブ的イベント、レクチャー、ワークショップなどでも使用できる。イベント会場と併設したカフェバーの営業を行っている。